# Zoco de Artesanía de Jerez
El Zoco de Artesanía de Jerez de la Frontera (Andalucía, España) era un centro cultural, comercial y lúdico donde se realizaban productos artesanales típicos en la Comarca de Jerez y en el Norte de Marruecos.
El centro contuvo una serie de locales con tiendas-taller, espacios expositivos y escénicos, y de restauración con comida típica de Marruecos.

## Historia
El Zoco de Artesanía es parte del proyecto Ma'arifa, proyecto global para la mejora de la competitividad y capacidad de desarrollo sostenible para la provincia de Cádiz y la Región de Tánger-Tetuán, y está financiada por un programa de la Unión Europea en un 75% por el Fondo Europeo de Desarrollo Regional. El proyecto fue elaborado e impulsado por la Diputación de Cádiz mediante el IEDT y otras entidades como la Delegación de Impulso Económico de Jerez de la Frontera.
En 2005 se empezó a reformar el edificio de las antiguas Carnicerías Viejas, donde antiguamente se preparaban las carnes para su posterior venta, además de un edificio contiguo. La idea principal era que el Zoco fuese un atractivo unido a la Ciudad del Flamenco, y que tuviera la puerta principal por Plaza Belén, mientras tanto la entrada principal es por la Plaza Peones, llamada así porque en ella se reunían, para sus acomodos, en busca de trabajo los albañiles, peones del campo y otros.

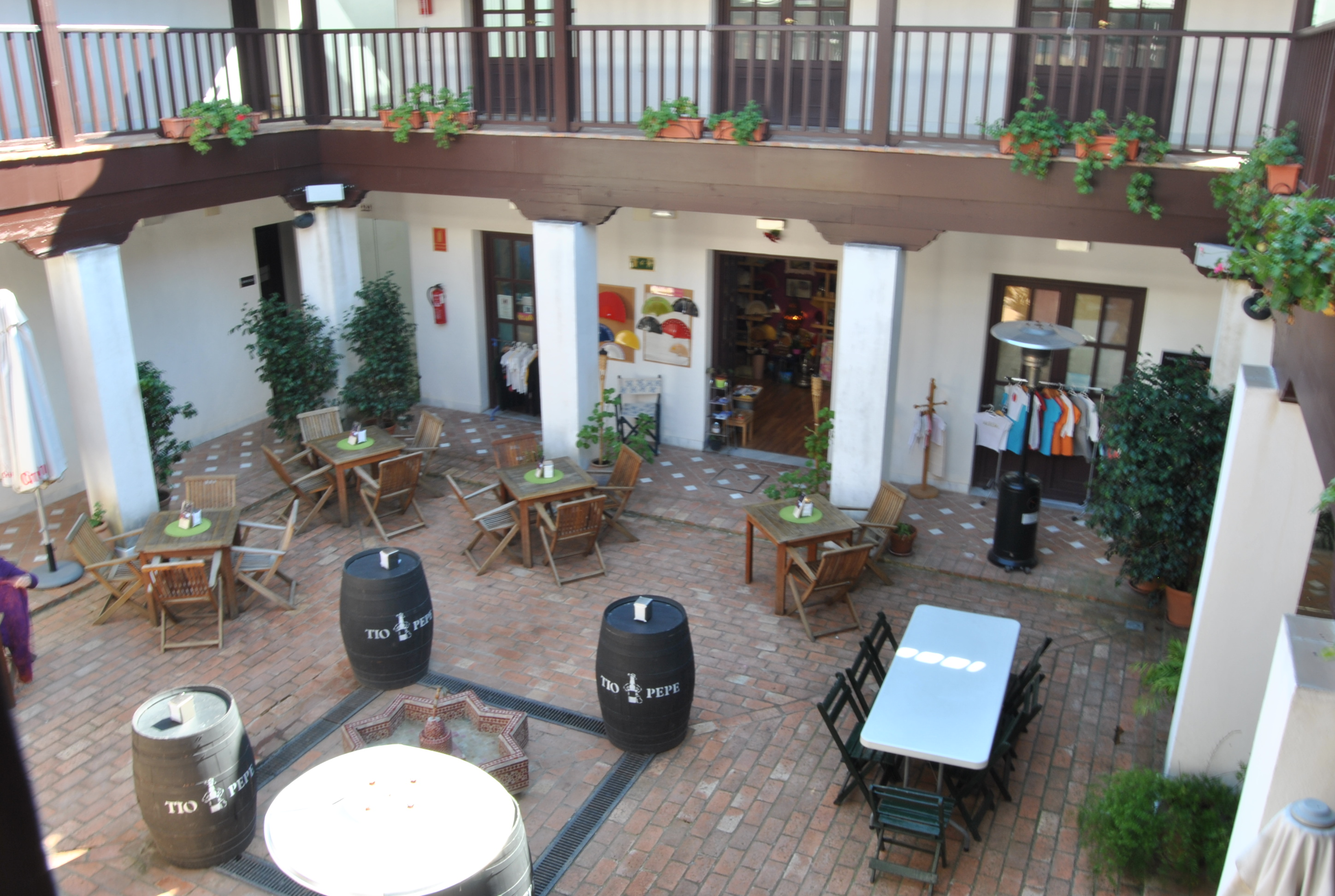
Patio de la Fuente del Zoco de Artesanía.

El 21 de febrero de 2008, siendo Alcaldesa Pilar Sánchez Muñoz, se abrió al público el edificio. El 27 de febrero de 2009 se inauguró el Restaurante, que ofrece una amplia gama de té, gastronomía Marroquí y Gaditana.
Tras su cierre en 2017, para ser parte del nuevo Museo del Flamenco de Andalucía. En 2022, el edificio ha sido derribado parcialmente, en concreto todo el complejo del patio de la fuente.

## Artesanías que se elaboraban en el Zoco

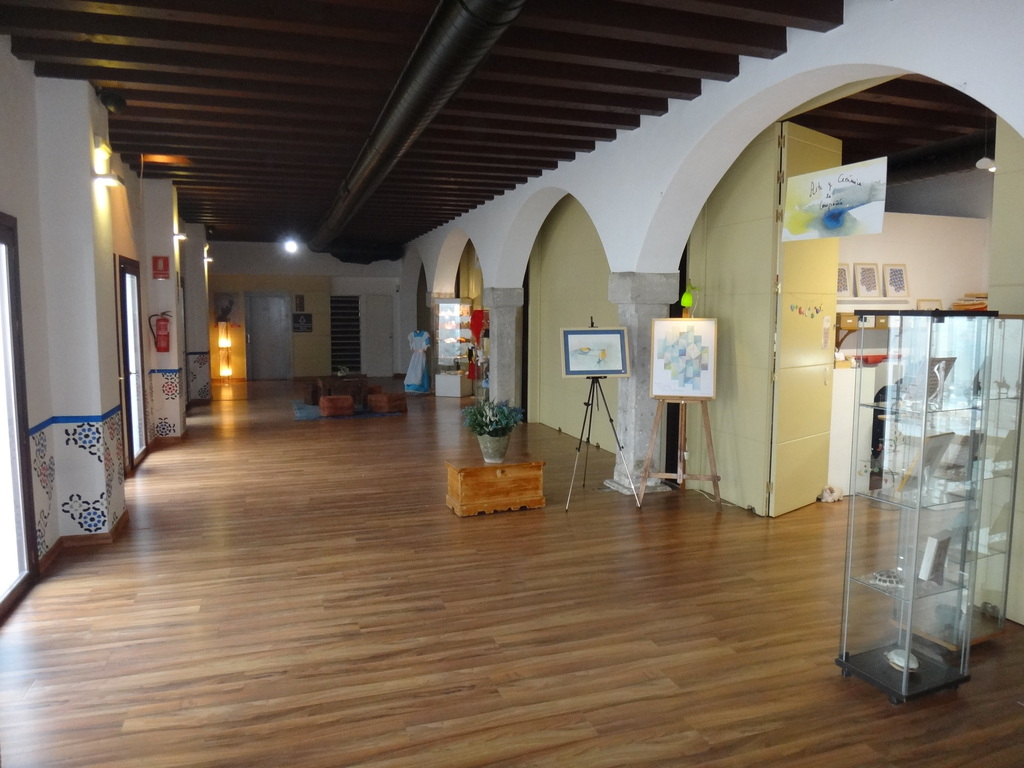
Galería superior

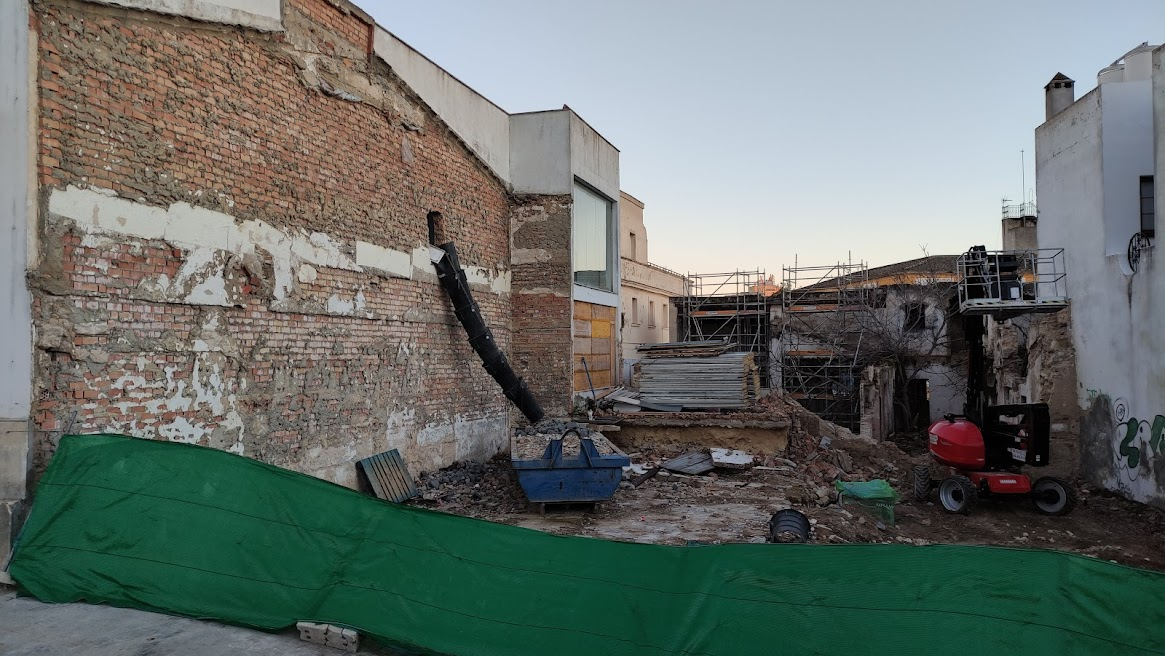
Tareas de derribo del Patio de la fuente en 2022

- Artesanía relacionada con la cultura Andalusí.
- Artesanía basada en el folklore tradicional.
- Artesanía gastronómica.
- Actividades procedentes de la región Tánger-Tetuánn
- Alfarería y cerámica.
- Artesanía textil.
- Cuero y marroquinería.
- Artesanía con madera.
- Fibras naturales.
- Joyería y bisutería.
- Abaniquería.
- Flores prensadas.
- Pintura.
- Objetos decorativos con Arcilla polimérica.
- Apicultura y productos derivados.
- Editorial y venta de libros especializados en cultura local.
- Encuadernación artesanal.

## Oferta Gastronómica
El Zoco cuenta con un estupendo establecimiento llamado Alboronia bar-tapas. En él se podrán degustar exquisitos platos y tapas con un marcado acento andalusí sin olvidar la cocina y los productos de la zona.  El timbal de cus -cus con ahumados y vinagreta de aceitunas negras,  el pastel de calabacín con crema de queso y langostino en gabardina, el original Shawarna andaluz,  son algunos de sus platos más representativos. En un entorno agradable, la tradición de la cocina y la innovación de su Chef en las propuestas culinarias,  harán las delicias del que se acerque por el Zoco

## Oferta Escénica.
Dentro del espacio del Jinete Verde se vinculan diferentes disciplinas artísticas, que crean un centro cultural alternativo, original y único en la provincia de Cádiz. En él Existe un espacio permanente de venta de obras plásticas (Escultura y pintura), junto a un entorno polivalente para eventos de artes escénicas (funciones de teatro de títeres, música, Flamenco), exposiciones, coloquios, talleres, etc.